# Unalga Island
Unalga Island ist eine kleine unbewohnte Insel der Fox Islands, die zu den Aleuten gehören. Das etwa 2,5 km lange und 276 m hohe Eiland liegt zwischen Akutan Island und Unalaska Island.